# Jangkungharjo
Jangkungharjo is een bestuurslaag in het regentschap Grobogan van de provincie Midden-Java, Indonesië. Jangkungharjo telt 5430 inwoners (volkstelling 2010).